# Halo (megastruktúra)
A Halo a Halo videójáték-sorozatban és az erre épülő más alkotásokban szereplő óriási, mesterséges bolygókra hasonlító építmények elnevezése, melyeket készítője, a Forerunner nevű idegen faj azért alkotott, hogy szuperfegyverekként szolgáljanak a minden életet megfertőző parazita faj, a Flood ellen. A Halo ezeknek az építményeknek a Covenant elnevezése, de „Installation”-ként is ismertek. Ezt a kifejezést az építmény mesterséges intelligenciája alkalmazza. A Halo-k készítői (Forerunner) Array-nek hívják őket.
A Halo-k hatalmas gyűrűvilágok, amelyek rendelkeznek saját állatvilággal, és időjárással. A Halo fogalmában, leginkább Larry Niven Gyűrűvilágjára hasonlít, ám szerkezetileg, és méretét tekintve Iain Banks Orbital-jához hasonlít. Valószínűleg ezek inspirálták, és adták a Halo-k alapötletét.
A Halo története szerint ezek a létesítmények két okból jöttek létre. Az első, hogy tárolja, és tanulmányozza a Flood-ot, egy fertőző idegen élősködőt. Illetve, utolsó védvonalként, közösen egy fegyverként működjenek: tüzeléskor a gyűrűk elpusztítanak minden észlelhető élőlényt a galaxisban, és ezzel kiéheztetik a parazitát. Ezek az építmények fontos szerepet játszanak a Halo: Combat Evolved című videójátékban, ennek további részeiben, és adaptációiban.

## Jellemzés

### Létesítmény
Külsőleg minden Halo gyűrű alakú, átmérőjük 10 000 kilométer, vagyis kisebbek, mint a Föld. A gyűrűk saját forgása miatt a belső felszínen a centrifugális erő, gravitációs erőként működik. A belső felszín változatos bioszféra saját állatvilággal, és időjárással. A gyűrű felszínéről látszódnak a csillagok, de a horizontot nagyban meghatározza a gyűrű felfelé vékonyodó két „szára”. A felszínen találhatóak bizonyos építmények, és lejáratok a felszín alá, amelyeken a térképszobába, a vezérlőközpontba lehet eljutni. Minden gyűrű rendelkezik egy mesterséges intelligenciával, vagy ahogy magát nevezi monitorral, amelyek a gyűrű karbantartásáért, és a szükséges feladatok elvégzéséért felelősek.

### Felszín
A felszín változatos, tengerekkel, és szárazföldekkel tarkított. A gyűrűk élővilága titokzatos. Az Installation 04 élővilága csak repülő lepkéket jelent, semmi mást. Ezzel szemben az Installation 05-ön már nagyobb állatok is találhatóak, de semmi olyan, amire a játékos hatni tud, kivéve a madarakat.
A tervezők több koncepció rajzot is kiadtak, amelyek dinoszauruszszerű élőlényeket ábrázoltak, és a gyűrűn vándoroltak volna, ám ezeket végül eltávolították műszaki okok miatt. Problémák adódtak a mesterséges intelligenciára vonatkozólag, illetve a Bungie Studios úgy vélte, állatok hiányában a játékost váratlanabbul, és rémítőbben érinti majd a Flood feltűnése.

## Létesítmények

### Installation 04
Az Installation 04, vagy másképpen Alfa Halo a Halo sorozat legelső játékában tűnt fel (Halo 1). A játékmenet többsége a felszínén, vagy a közelében játszódik.
Az Installation 04 Monitorja 343 Guilty Spark volt 101 217 helyi évig. A helyi év azt az időt jelenti, amennyi a Threshold-nak kell, hogy megkerülje a csillagát. Egy Joe Staten (Bungie Studios) interjúban, Staten megerősítette, hogy az előző tüzelés, amire Guilty Spark utal a játékban, 100 ezer évvel a 2552. év eseményei előtt történt.

Az öt Lagrange-pont egy kettős test rendszerben. A Threshold a sárga kör, a Basis a kék kör, az Installation 04 pedig az L1 pontban helyezkedik el.

Az Installation 04 a Soell-rendszerben található, egy gázóriás körül keringve, amelyet Threshold-nak neveznek. A pályája az L1-es Lagrange-pontban van, pontosan a gázóriás, és egyik holdja a Basis között, de az utóbbihoz közelebb. Az L1-es pontban a Threshold, és a Basis gravitációs ereje kiegyenlítődik, ezáltal ugyanazt a forgási periódust adva a Halo-nak, mint a Basis-é, miközben az közelebbi pályán mozog. MIndhárom test azonos szögsebességgel forog a közös gravitációs központjuk körül, amely a Threshold belsejében van, de nem ugyanaz a gázóriás gravitációs központjával. A közös gravitációs központ pedig a csillag körül forog. Az L4, és L5 pontokkal szemben az L1, L2, és L3 pontok metastabilak, hasonlóan egy golyóhoz, amelyet egy domb tetejére tettek. Ez mutatja, hogy a Halo-nak aktívan stabilizálnia kell a pályáját, (ha az igazi fizika törvényei hatnak rá) és nem esni sem a Threshold, sem a Basis felé.
Az Instalation 04 a játék végén megsemmisül Master Chief, és Cortana által, akik túlterhelve a Pillar of Autumn fúziós reaktorait egy akkora atomrobbanást indítanak szabadjára, amely elegendő részt semmisít meg a gyűrűből ahhoz, hogy a forgás, és lendület miatt kettészakadjon. A gyűrű rombolását követően a megmaradó részek olvadt állapotba kerültek. A gyűrű két darabja még mindig az eredeti pályán van, olvadt, és egyértelműen lakhatatlan állapotban, míg a törmelék folyamatosan záporozik a Basis-re. 343 Guilty Spark túlélve a gyűrű pusztulását, áthelyezi magát a Threshold gázkitermelő létesítményére, majd az Installation 05-re. A Halo játék adatait tekintve a Threshold átmérője 214 604 kilométer.
Az Installation 04 újraépítését részben a Halo 3 eseményei alatt, az Ark-on ismerhetjük meg. Minthogy csak néhány hónapig volt építés alatt, tartalmazza a fő fegyvert, az atmoszférát, és az időjárás-irányító rendszert, de semmi mást. Mivel nem befejezett, a fő fegyverrel való tüzelés önmegsemmisülést okoz. A létesítménytől Guilty Spark azt várta, hogy fel fogja váltani a régit, és hevesen próbálta megakadályozni Master Chief-et abban, hogy elpusztítsa.
A Threshold holdja, a Basis átmérője 23 848 kilométer, és belélegezhető légkör jellemzi. A Halo: Combat Evolved eseményei után a törmelék teleszórta a hold felszínét. A törmelék között állítottak fel egy ideiglenes alaptábort a Heretic erők, majd később a Threshold gázkitermelő telepére helyezték át. A Halo 2 többjátékos módja tartalmaz egy pályát, ami ezeken a törmelékeken játszódik.

### Installation 05
Az Installation 05, vagy másképpen Delta Halo, a Halo 2 egyik helyszíne, de nem az egyetlen a játékban. Hasonlóan az előző játékhoz, a fő tevékenység az Index megszerzése, amit a különböző fajok, különböző okokból keresnek. Ez a gyűrű a játék végén ép marad, de ennek eredményeként készültségbe áll az összes Halo, felkészülve a tüzelésre.
A "Delta Halo" egy csoport specifikus szint neve a Halo 2 küldetéssorozatában, a második létesítményen. Habár az Installation 05 másik neve Delta Halo, nem bizonyos, hogy ez a hivatalos megjelölése az UNSC szerint is.
Az Installation 05 Monitorja 2401 Penitent Tangent, 343 Guilty Spark egy pirosan izzó párja. A Halo 2 eseményei alapján 2401 Penitent Tangent a Gravemind nevű Flood intelligencia őrizete alatt áll, akinek korlátozott hatalma van a gyűrű rendszerei felett. Az Installation 05 a Substance nevű kék óriás körül kering, bár a játékban nem említik, de a szövegfájlokban így nevezik.
A Halo 2-ben amikor Regret High Prophet a földre utazik, egy műveleti központot állít fel az Installation 05-ön, hogy aktiválja azt. Master Chief azonban követi, és megöli, ezzel megakadályozva a gyűrű aktiválását is. Miután a High Prophet-ek, és Brute-ok elárulják az Elite-ket, a Brute-ok felállítanak egy műveleti központot a Halo irányítótermében, és elindítják az aktiválási folyamatot. Az Arbiter, és egy nagyszámú Elite csapat megtámadja a tábort, és megölik Tartarus-t a Brute-ok törzsfőnökét Miranda Keyes, és A. Johnson törzsőrmester segítségével. Keyes utasítja 343 Guilty Spark-ot, hogy állítsa le a folyamatot, de ezzel elindít egy biztonsági mechanizmust, amely előkészíti a többi Halo-t a tüzelésre, egy mélyűr jel által az Ark-ról.

### Ark
Az Ark, vagy más néven Installation 00, először a Halo 2 végén lett említve, és irányító központként szolgál a Halo hálózathoz. Ha egy Halo-t aktiválnak, de megakadályozzák a tüzelést, az egy mélyűr jellel felkészíti a többi állomást a távoli tüzelésre az Ark-ról. Egy átjáró, ami az Ark-ra vezet, el van temetve Kenyában, a Kelet Afrikai Protekturátusban, a Kilimandzsáró, Voi, és Mombasa között. Aktiváláskor egy hatalmas portált hoz létre az Ark-ra. Az Ark maga, egy hatalmas tengericsillag alakú szerkezet, a Tejútrendszeren kívül. 343 Guilty Spark szerint 218 (262 144) fényév távolságra van a galaxis magjától; a Halo hálózatnak durván 210 000 fényév hatótávolsága van. Az Ark a Halo 3 második felének fő helyszíne. Felfedezték azt is, hogy az Ark-nak megvan a képessége, hogy halo-kat építsen, és majdnem befejezte az Installation 04 újraépítését. Súlyosan megrongálódik amikor az új Halo félkészen tüzelt, szétszakítva a gyűrűt, és Cortana igényének megfelelően az Ark egy darabját is; 343 Guilty Spark ragaszkodik hozzá, hogy a korai tüzelés az Ark pusztulását okozza. Mindazonáltal az Ark sorsa ismeretlen.
Az Ark egy adatbankként is szolgál, és információkat tartalmaz a Forerunnerekről, milyenek is voltak, mielőtt használták a Halo hálózatot. A négy szintből hármon, amelyek az Arkon találhatók, terminálok vannak, ezeket általában nehéz megtalálni, de mindegyik tartalmaz beszélgetéseket, naplókat, vagy egyéb szövegeket a Forerunnerek vezetőivel, illetve a végső sorsukkal kapcsolatban. Az egyik panel csak Legendary szinten nyílik meg, ekkor egy közvetlen üzenetet kap a játékos Mendicant Bias-tól, egy Forerunner mesterséges intelligenciától, aki megjelenik, és a háttérben maradva segít a főszereplőknek.